# Renée Reggiani
Renée Reggiani (Milano, 16 novembre 1925 – Roma, 11 maggio 2019) è stata una scrittrice e giornalista italiana.

## Biografia
Renée (Renata) Reggiani nasce a Milano da genitori pionieri di una industria tipografica e tessile. Di carattere forte trascorre la sua infanzia tra Milano e il piccolo comune di Azzio in provincia di Varese.
Consegue la laurea in letteratura in Francia. Tornata in Italia recita al teatro saraceno di Siracusa. Tra il 1954 e il 1955 scrive articoli per il settimanale La Vela.
Nel 1955 vince un concorso alla Rai e si trasferisce a Roma. Nel 1963 inizia una collaborazione con il giornale per ragazzi Il Pioniere dell'Unità pubblicando tra il 1963 e il 1965 due racconti. Tra il 1962 e il 1966 collabora con il Corriere dei Piccoli con altri due racconti che saranno pubblicati a puntate. (Il treno del sole e Carla degli Scavi).
Come autrice, scrive nel 1980 per le trasmissioni radiofoniche Rai Poliziesco al microscopio , I duri alla sbarra: il gangster eroe, la Fiction alla Radio e Rai Radio Techete'.
Scrive libri di diversa natura, molti per ragazzi, riceve vari premi nazionali e ottiene la nomination al premio Andersen di letteratura per ragazzi, con il romanzo Le avventure di cinque ragazzi e un cane.
Incontra a Roma lo scrittore e sceneggiatore teatrale Luciantonio Ruggieri e lo sposa, iniziando con lui anche una collaborazione che la porterà a scrivere numerosi libri e saggi.
Muore a Roma l'11 maggio 2019.

## Fondazione Renée Reggiani
Dopo la sua morte, nel 2020 viene fondata la Fondazione Renée Reggiani e istituito un Premio letterario per invogliare i giovani alla scrittura. Il premio è destinato a opere in lingua italiana di genere giallo poliziesco

## Premi e riconoscimenti
- Premio Villa Taranto 1966 per Lo spaventapasseri
- In concorso al Premio Strega 1976 per Hanno rapito il papa[5]
- Nomination all'International Andersen Award 1992 per Le avventure di cinque ragazzi e un cane[3]

## Pubblicazioni

### Romanzi
- Domani Dopodomani, Valsecchi, 1964.
- Lo spaventapasseri, Ariete, 1968.
- Il treno del sole, Garzanti, 1968, ISBN 8811026997.
- Carla degli scavi, Garzanti, 1968.
- Le avventure di cinque ragazzi e un cane, Garzanti, 1966, ISBN 8845028577.
- (FR) La véritable mort du sorcier Vincenzo, Duculot, 1972.
- Quando i sogni non hanno soldi, Milano, F.lli Fabbri, 1973.
- Hanno rapito il papa, Milano, Garzanti, 1976.
- Processo alla guerra – il teatro contro, Roma, Bulzoni, 1976.
- Teatro della Resistenza e della guerriglia, Roma, Marsilio, 1977.
- Mostri quotidiani, Roma, Marsilio, 1977.
- Il triangolo rovesciato, Bompiani, 1982.
- Roma contro Roma, Novara, Istituto geografico De Agostini, 1988, ISBN 8840255478.
- Nostre signore della Cripta Oscura, Milano, Rusconi, 1991, ISBN 8818060740.
- Il nido del falcone, Casale Monferrato, Piemme, 1996, ISBN 8838425841.
- Azzio: nel cuore, Azzio, Menta e Rosmarino, 2014.
- Antoinette e Pierrette vanno alla guerra, Roma, Hashtag Zero, 2016.
- Il vero Edgar Allan Poe, in La Collina, n. 1, Editrice Nord, 1980.

### Racconti pubblicati sulPioniere dell'Unità
- Indice Generale Pioniere Unità 1963, 12 agosto 1963, p. 6. URL consultato il 22 settembre 2021.
- Il mistero del Lincottero, 20 maggio 1965, p. 4. URL consultato il 22 settembre 2021.